# James Ackerman
 (janvier 2012).
Pour les articles homonymes, voir Sloss.
James Sloss Ackerman, né à San Francisco le 8 novembre 1919 et mort le 31 décembre 2016, est un historien d'art et historien de l’architecture américain. C’est le doyen de la communauté internationale d'historiens de l'architecture de la Renaissance et un spécialiste reconnu de l'architecture de Michel-Ange, de Palladio et de la Renaissance italienne. 

## Biographie
James Ackerman a d’abord étudié à l’université Yale, de 1938 à 1941, où il a été influencé par Henri Focillon. Sous l'égide de Richard Krautheimer et Erwin Panofsky, il a par la suite étudié à l'Institut des beaux-arts de New York, d'où il sort titulaire d'un doctorat en 1952.
Ses études sont interrompues par la Seconde Guerre mondiale, durant laquelle il sert dans l'US Army en Italie, ce qui lui permit de découvrir le pays et de s'imprégner de l'architecture de la Renaissance italienne. Il est ensuite assigné à la récupération des archives déposées à Certosa di Pavia en Lombardie. Il est instructeur en 1948. Pendant les années 1950, (1949-1952), il est chercheur à l'Académie Américaine de Rome, puis dès son retour aux États-Unis, il enseigne à l'Université de Berkeley et à Harvard de 1960 à sa retraite, en 1990. 

## Travaux et récompenses
Il est connu pour avoir créé l'histoire de l’architecture moderne, d’où l’influence considérable qu’il a pu avoir sur les historiens de l'architecture et sur les architectes. Il fut rédacteur en chef des revues The Art Bulletin (1956 à 1960) et Annali d'architettura et par la suite, écrit deux des monographies les plus importantes du siècle dernier, consacré à Michel-Ange et Andrea Palladio. 
James S. Ackerman s’est longtemps consacré  à l’histoire de Michel-Ange et à ainsi publié une monographie reconnue, The Architecture of Michelangelo, publié en anglais en 1961 (puis traduite plus tard en italien, espagnol, français, japonais et allemand), qui remporta le prix Hitchcock de la Society of Architectural Historians. Il a également travaillé sur Palladio et a publié en 1966 une monographie consacrée à l'architecte. 
En 1962, il écrit avec Rhys Carpenter (Historien d'art et professeur au Bryn Mawr College) l’Art et l’Archéologie, un manuel pour les praticiens de la discipline de l'histoire de l'art. 
Il a également été nommé président du département des Beaux-Arts d'Harvard en 1963 et fut membre à maintes reprises de l’académie américaine des arts et des sciences, de la Société américaine de philosophie, de la British Academy, de l'Académie bavaroise des sciences, de l'Accademia Olimpica, de l’Accademia di San Luca et de l'Académie Royale d’Uppsala. 
Il a de plus, reçu six doctorat honoris causa, a été honoré de l'Ordre du Mérite de la République italienne et a été fait Citoyen d'honneur de Padoue. Sa série de conférences donné à la National Gallery of Art de Washington en 1985 a été par la suite publié dans The Villa: Form and Ideology of Country Houses. En 2001, il reçoit le Prix Balzan, pour sa contribution à l’histoire de l’architecture et de l’urbanisme moderne. En 2008, il reçut le Lion d'Or à la Biennale de Venise.
Il a aussi conçu et raconté deux films tournés par John Terry ; Looking for Renaissance Rome (1975, avec Kathleen Wei-Garris) et  Palladio the Architect and His Influence in America (1980).

## Publications
- The Cortile del Belvedere (1954)
- The Architecture of Michelangelo (2 volumes, 1961 et 1968). Ed. Zwemmer. ASIN: B0000CL1TU

- Palladio (1966)
- Palladio's Villas (1967)
- The Villa: Form and Ideology of Country Houses (1990)
- James Ackerman Art Historian (1992)
- Distance Points: Studies in Theory and Renaissance Art and Architecture (1991)
- Origins, Imitation, Conventions: Representation in the Visual Arts (2002)
- Art and archaeology (Humanistic scholarship in America series) (1963), Ed. Prentice Hall. ASIN: B0000CLXLA

### Traductions
- Palladio, trad. Claude Lauriol, Paris, Macula, 1981  (ISBN 978-2-86589-002-6)

- L'Architecture de Michel-Ange, trad. Mark K. Deming, Paris, Macula, 1991  (ISBN 978-2-86589-024-8)